# 古滕施泰因阿爾卑斯山脈

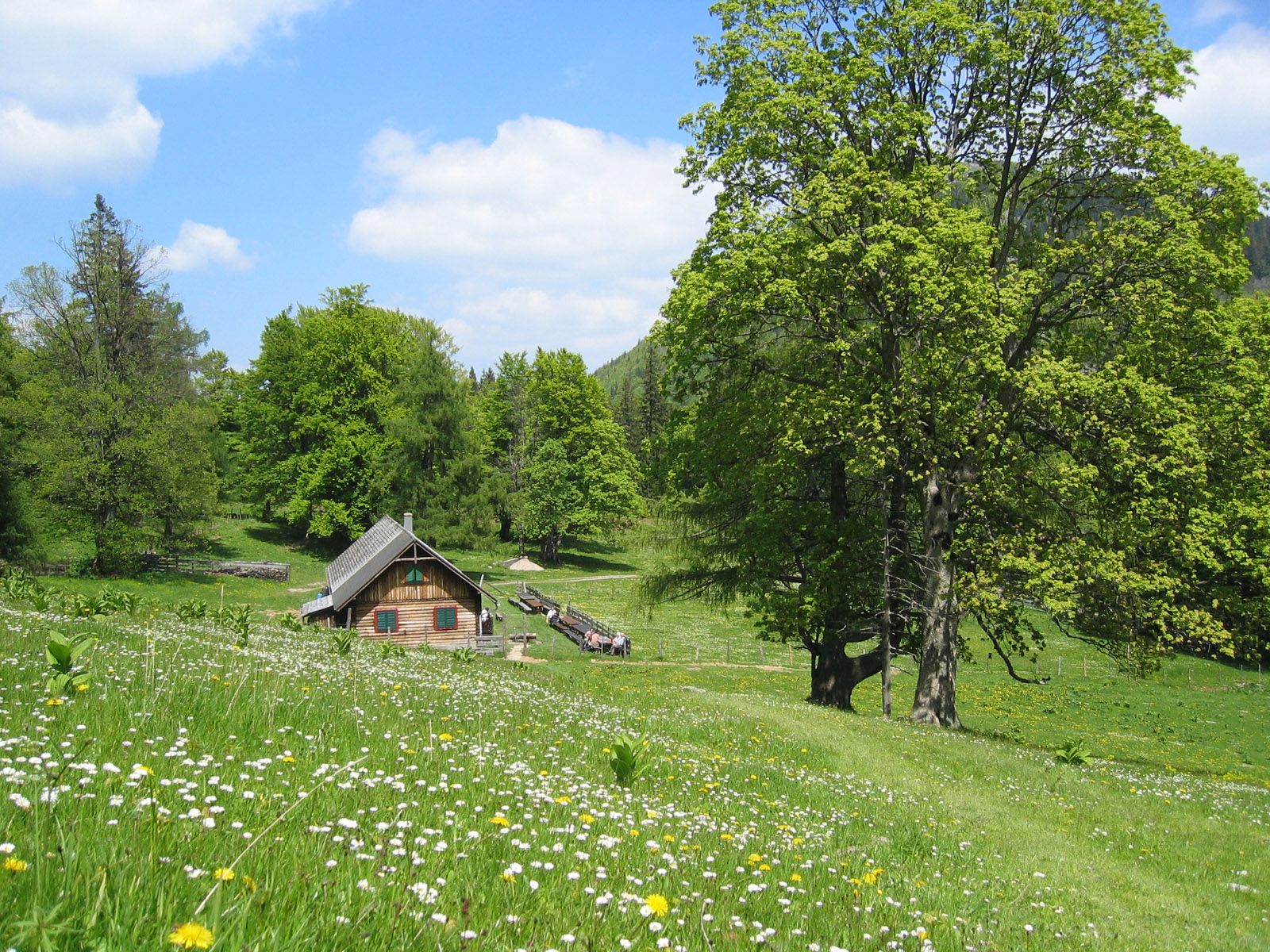

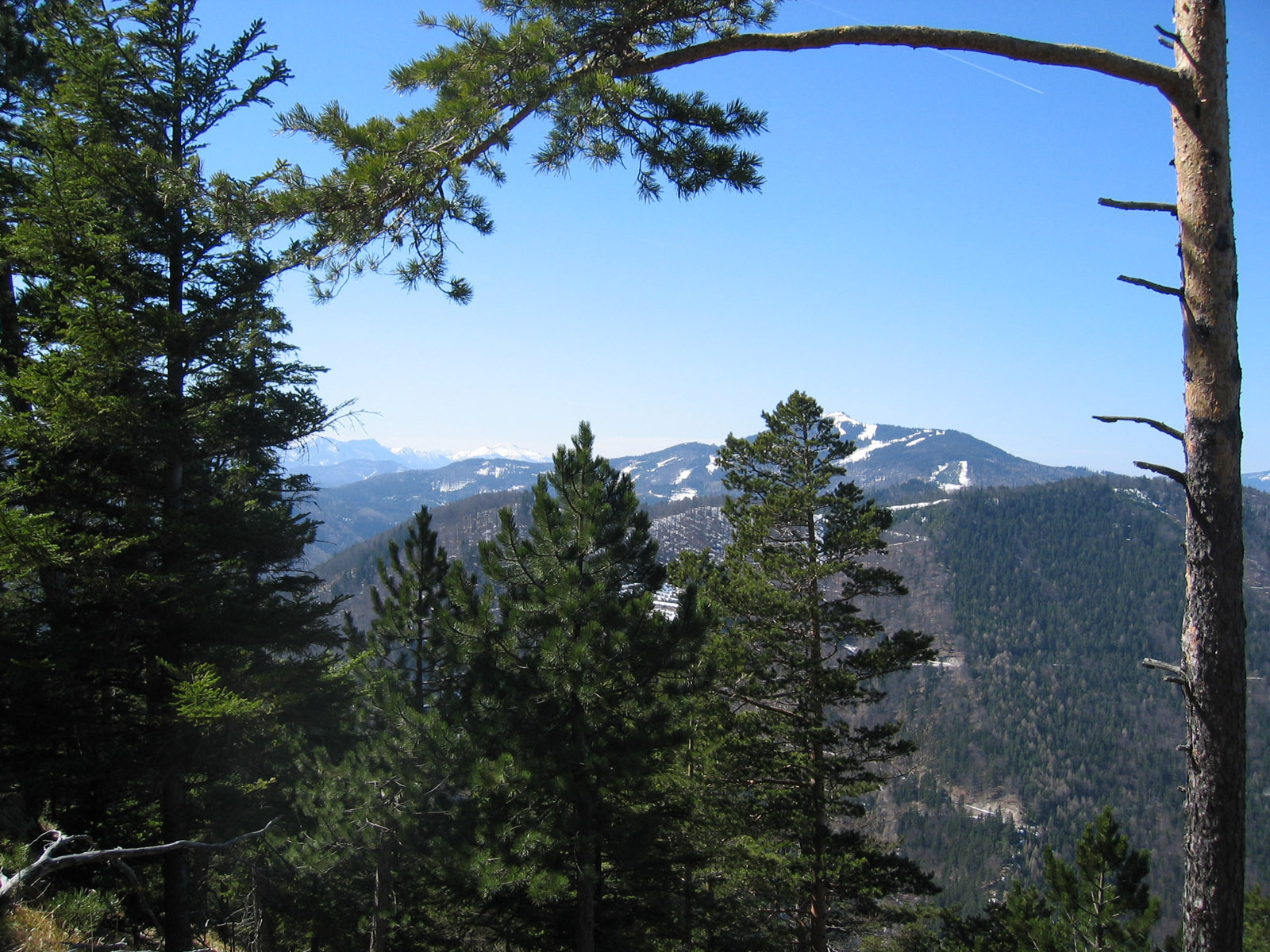

古滕施泰因阿爾卑斯山脈是奧地利的山脈，是東阿爾卑斯山脈的一部分，位於該國東北部下奧地利州，最高點海拔高度1,399米，山體由石灰岩和白雲石組成。